# 弗利特
弗利特（英語：Fleet）是英格蘭漢普郡的一個城鎮和民政教區。2011年，弗利特有人口38,726人。